# インヴェイジョンUSA
『インヴェイジョンUSA』（原題：Invasion America）は、アメリカ合衆国のSFテレビアニメ。ミニシリーズであるこの番組は、1998年6月8日から同年7月7日までThe WBのプライムタイム枠で放送され、のちにKids' WB枠でも放送された。日本では1999年5月3日から5月6日までWOWOWで放送された後、トゥーン・ディズニーでも放送された。制作はドリームワークス・テレビジョン・アニメーションで、スティーヴン・スピルバーグとハーヴ・ベネットが制作総指揮にあたった。

## あらすじ
1981年、惑星タイルズからヒューマノイド・エイリアンたちが地球へのコンタクトする計画を始めるところから物語も始まる。惑星の王であるケール・ウーシャはおじであるドラギットを地球へ送りこもうとうする。しかし彼は自分たちの星が死にかけているから地球の資源の略奪を計画、それを反対したケールとの間で内戦が勃発する。
ケールとレイフ、そのボディーガード、トレーナー、そして親友たちは地球へ逃げ込み、地球人に変装して新たなる生活を始めることにした。ケールは地球人の女性リタ・カーターと出会い、恋に落ち、そして結婚する。ドラギットの地球騒動侵略からしばらくして、ケールは、妻リタ と、幼き息子デヴィッドをレイフに託し、反乱軍「ウシャーティ」を助けるために故郷に帰った。
翌日、ドラギットが一家を見つけ、彼らを殺す事を決めた時、デヴィッド・カーターは、彼を止めるための冒険に出ることにした。その中でデヴィッド・カーターは、数々の出会いと別れを経験し、自らのアイデンティティを見つけていくのだった。

## 登場人物
デヴィッド・カーター
声 - マイキー・ケイリー/日本語版 - 上田祐司
この作品の主人公。タイルズ人とのハーフ。
リタ・カーター
声 - キャス・スーシー/田中敦子
デヴィッドの母である地球人。地質学者。
ケール・ウーシャ
声 - ロレンツォ・ラマス/小杉十郎太
デヴィッドの父。惑星タイルズの王。
レイフ
声  - エドワード・アルバート/大友龍三郎
ケールの近衛隊長。地球では保安官をしている。
フィリップ・"フィル"・スターク少佐
声 - グレッグ・イーグルス/楠大典
アンジェラ・"アンジー"・ローマー軍曹
声 - クリスティ・マクニコル
スタークのパートナー。
ジム・ベイリー
声 - ライダー・ストロング/岩永哲哉
デヴィッドの親友。事情を知り協力する。
ドク
声 - ロニー・コックス/秋元羊介
惑星タイルズの内戦の折、部隊を脱走した元軍曹。
ブルー
声 - フランク・ウェルカー
ドクのペット。
ドラギット
声 - トニー・ジェイ/銀河万丈
ケールの叔父。地球への大使を勤めていたが、その裏で地球侵略を企む。その事実を甥に知られた為、クーデターを起こし星を乗っ取った。
コンラッド将軍
声 - レナード・ニモイ/有本欽隆
アメリカ軍の将軍。その正体は惑星タイルズのスパイ。
ゴードン将軍
声 - ジェームズ・シッキング
アメリカ軍の将軍（初登場時は大佐）。コンラッドの後任。タイルズ人と地球人を交配させ、強力な兵士を生み出そうと企む。
ロマック少佐
声 - ジム・カミングス
ゴードンの腹心。ケイオン星人で、いかなる姿にも変身可能。
サイモン・リア
声 - トーマス・アドコックス=ヘルナンデス/
賞金稼ぎ。ゴードン将軍の交配計画によって生まれたタイルズ人と地球人のハーフ。
ソニアと互いの位置を感じあったり、2人の念動力をあわせて強大なものにしたりすることができる。
ソニア・リア
声 - キャス・スーシー
サイモンの双子の妹。共に賞金稼ぎをしている。
サイモンと互いの位置を感じあったり、2人の念動力をあわせて強大なものにしたりすることができる。
マカリスター大統領
声 - ハーヴ・ベネット
アメリカ合衆国大統領。スターク少佐の学友。
バール・ゴッホ
声 - /谷昌樹
マーフィー夫人
声 - /
秘書（吹き替え：浜野ゆうき）がいる。
カレン
声 - /寺内よりえ

## スタッフ
- 音声演出・キャスティング：スーザン・ブルー

## 用語
タイルズ人
タイルズのヒューマノイドたち。ほっそりしていて長い目と深いこめかみを持っており、感情表現も豊か。怒ったりびっくりしたりすると目が黒くなる。
念動力のような力を持っている。

## 放映リスト
アメリカ合衆国放送時は、1回につき30分の話を2話ずつ放送していたが、最終回の合計放送時間は約1時間半だった。
| 話数 | サブタイトル   | 原題       | 脚本                                | 演出                   |
| ---- | -------------- | ---------- | ----------------------------------- | ---------------------- |
| 1    | クーデター     | The Legend | ハーヴ・ベネット マイケル・リーバス | ダン・フォーセット     |
| 2    | 継承者         | The Son    | ハーヴ・ベネット                    | ダン・フォーセット     |
| 3    | 侵略開始       | Flight     | ルール・フィッシャーマン            | ダン・フォーセット     |
| 4    | 襲撃           | Assault    | ウェイン・レモン                    | ダン・フォーセット     |
| 5    | 新たな計画     | Renewal    | マイケル・リーバス                  | ダン・フォーセット     |
| 6    | 隕石           | Home       | ルール・フィッシャーマン            | ダン・フォーセット     |
| 7    | 危機一髪       | Capture    | ウェイン・レモン                    | ダン・フォーセット     |
| 8    | 洗脳           | The Trip   | ウェイン・レモン                    | ダン・フォーセット     |
| 9    | 救出           | Allies     | マイケル・リーバス                  | ダン・フォーセット     |
| 10   | シャレード     | Charade    | ルール・フィッシャーマン            | パリック・アーチボルト |
| 11   | 再集結         | Rendezvous | ウェイン・レモン                    | ダン・フォーセット     |
| 12   | カウントダウン | Countdown  | ルール・フィッシャーマン            | パリック・アーチボルト |
| 13   | 侵略の行方     | Dark Side  | マイケル・リーバス                  | ダン・フォーセット     |